# Jeszajahu Foerder
Jeszajahu Foerder (hebr.: ישעיהו פורדר, ang.: Yeshayahu Foerder, ur. 25 marca 1901 w Charlottenburgu (ob. dzielnica Berlina), zm. 9 czerwca 1970) – izraelski prawnik i polityk, w latach 1949–1957 poseł do Knesetu z listy Partii Progresywnej (Izrael).
W wyborach parlamentarnych w 1949 po raz pierwszy dostał się do izraelskiego parlamentu. W wyborach w lipcu 1951 nie uzyskał reelekcji, ale już 10 września objął mandat zwolniony przez Awrahama Granota. W kolejnych wyborach ponownie dostał się do Knesetu, nie dokończył jednak pełnej kadencji 28 października 1957 zastąpił go Jochanan Kohen.